# For All the Wolf Calls
Albums de The Scabs
Here's to You Gang!
(EP
1983) Rockery
(EP
1986)
For All the Wolf Calls, sorti en 1984, est le premier album du groupe de rock belge The Scabs. 

## L'album
Seul album avec le guitariste Mark Vanbinst.

Dernier album pour EMI.

Toutes les compositions ont été écrites par les membres du groupe.

## Les musiciens
- Guy Swinnen : voix, guitare
- Mark Vanbinst : guitare
- Berre Bergen : basse
- Frankie Saenen : batterie, piano

## Les titres
1. Let's Move - 4 min 02 s
2. Live Your Life - 3 min 16 s
3. Wild Boys - 4 min 10 s
4. Lazy Girls - 4 min 09 s
5. Muchacha - 4 min 56 s
6. Movies, Ads & TV-Series - 4 min 30 s
7. Cute Ruth - 3 min 37 s
8. Clark Gable - 3 min 55 s
9. No Time For Rock & Roll - 3 min 02 s
10. Nowhere Station - 5 min 25 s
11. Barkeep - 2 min 22 s

## Informations sur le contenu de l'album
- Live Your Life et Lazy Girls sont également sortis en single
- Gaby Lang assure les chœurs féminins